# Padre Sojo

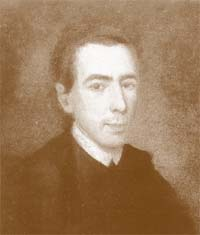
Padre Sojo

Padre Sojo (Pedro Ramón Palacios Gil Arratia; * 17. Januar 1739 auf der Hacienda Sojo bei Guatire; † 1799 in Caracas) war ein venezolanischer Priester und Musikpädagoge. Der einer wohlhabenden Familie entstammende Geistliche war einer der wichtigsten Förderer der venezolanischen Musik im 18. Jahrhundert.

## Leben und Wirken
Padra Sojo studierte am Priesterseminar von Caracas und wurde 1762 zum Priester geweiht. Nach einer Europareise 1769 gründete er das Oratorio San Felipe Neri, das sich der Pflege der Kirchenmusik widmete.
Um 1784 gründete er die Academia de Música in Caracas, als deren Leiter er Juan Manuel Olivares einsetzte. In den dreizehn Jahren, die die Academia bis zum Tode Olivares’ bestand, gehörten José Ángel Lamas, Juan José Landaeta, Juan Francisco Landaeta, Cayetano Carreño, Isaza Velásquez, Juan José und José Antonio Caro de Boesi, Lino Gallardo, Bernabé Montero, Marcos Pompa, Juan Meserón, José María Izaza, Atanasio Bello Montero, Pedro Pereira, Mateo Villalobos und Dionisio Montero zu ihren Schülern.